# نوومشچروو
نوومشچروو (انگلیسی: Novomeshcherovo) یک شهرک در شهرستان مچتلینسکی استان باشقیرستان کشور روسیه است.